# 備中国分寺
備中国分寺（びっちゅうこくぶんじ）は、岡山県総社市にある真言宗御室派の寺院。山号は日照山。本尊は薬師如来。
奈良時代に聖武天皇の詔により日本各地に建立された国分寺のうち、備中国国分寺の後継寺院にあたる。本項では現寺院とともに、創建当時の史跡である備中国分寺跡・備中国分尼寺跡（ともに国の史跡）についても解説する。
田園風景の中に建つ五重塔は吉備路のシンボル的な存在で、周辺は吉備路風土記の丘県立自然公園として整備されている。

## 歴史
寺伝では、廃寺となっていた国分寺を天正年間（1573年-1592年）に備中高松城主・清水宗治が再興したが衰微し、江戸時代中期の宝永年間（1704年-1711年）に再建されたとされる。

## 境内

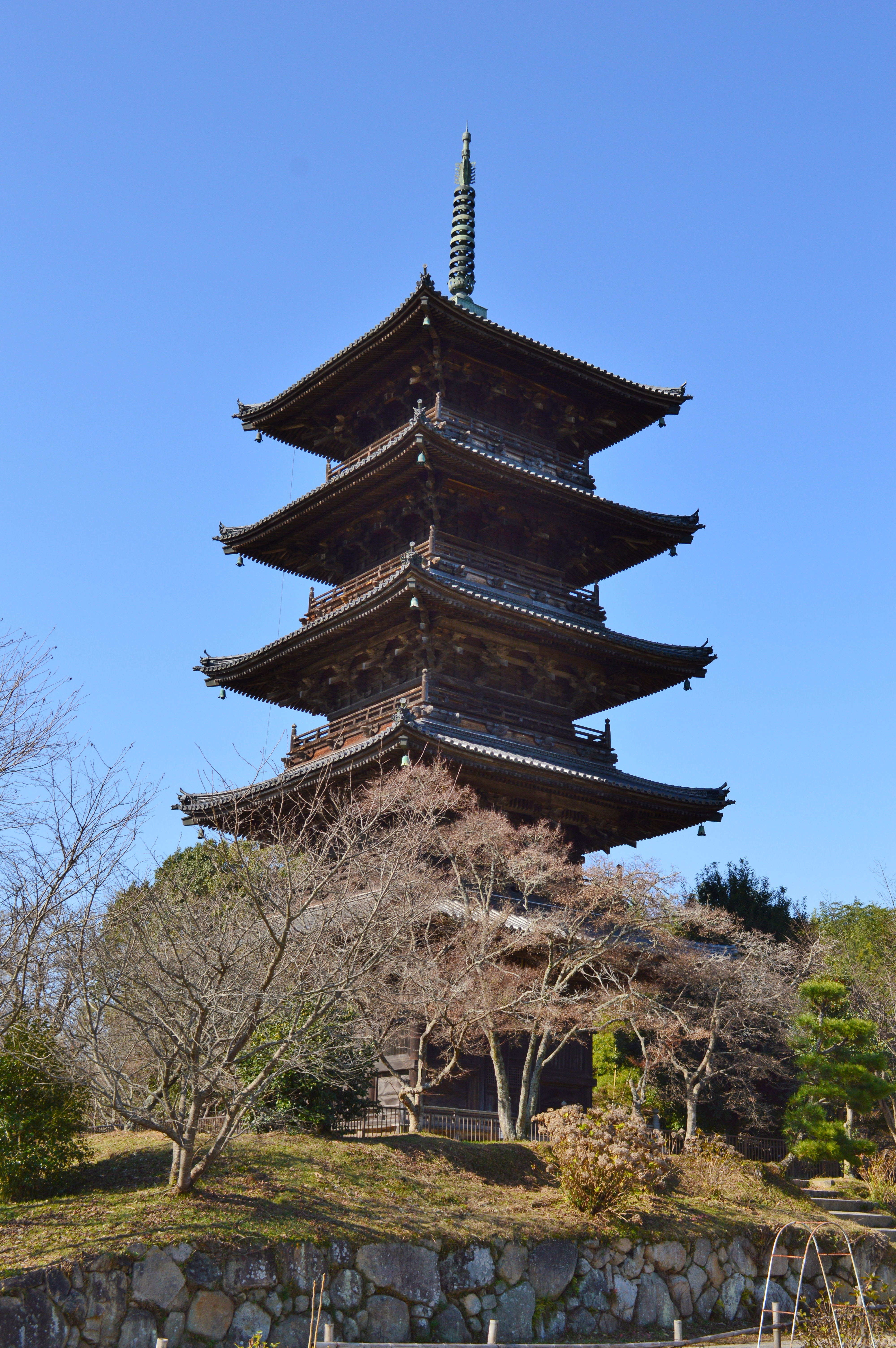
五重塔（国の重要文化財）

五重塔は、高さ34.315メートル。南北朝時代に奈良時代の七重塔（推定高さ50メートル。塔跡が残る）を焼失したのち、1821年（文政4年）に位置を変えて再建を開始、弘化年間（1844年-1847年）に完成した。江戸時代後期の様式を濃く残す岡山県内唯一の五重塔である。当初は三重塔で計画されたのを五重塔に変更したとされ、3層まではケヤキ材、4・5層まではマツ材が主体である。この塔は国の重要文化財に指定されている。

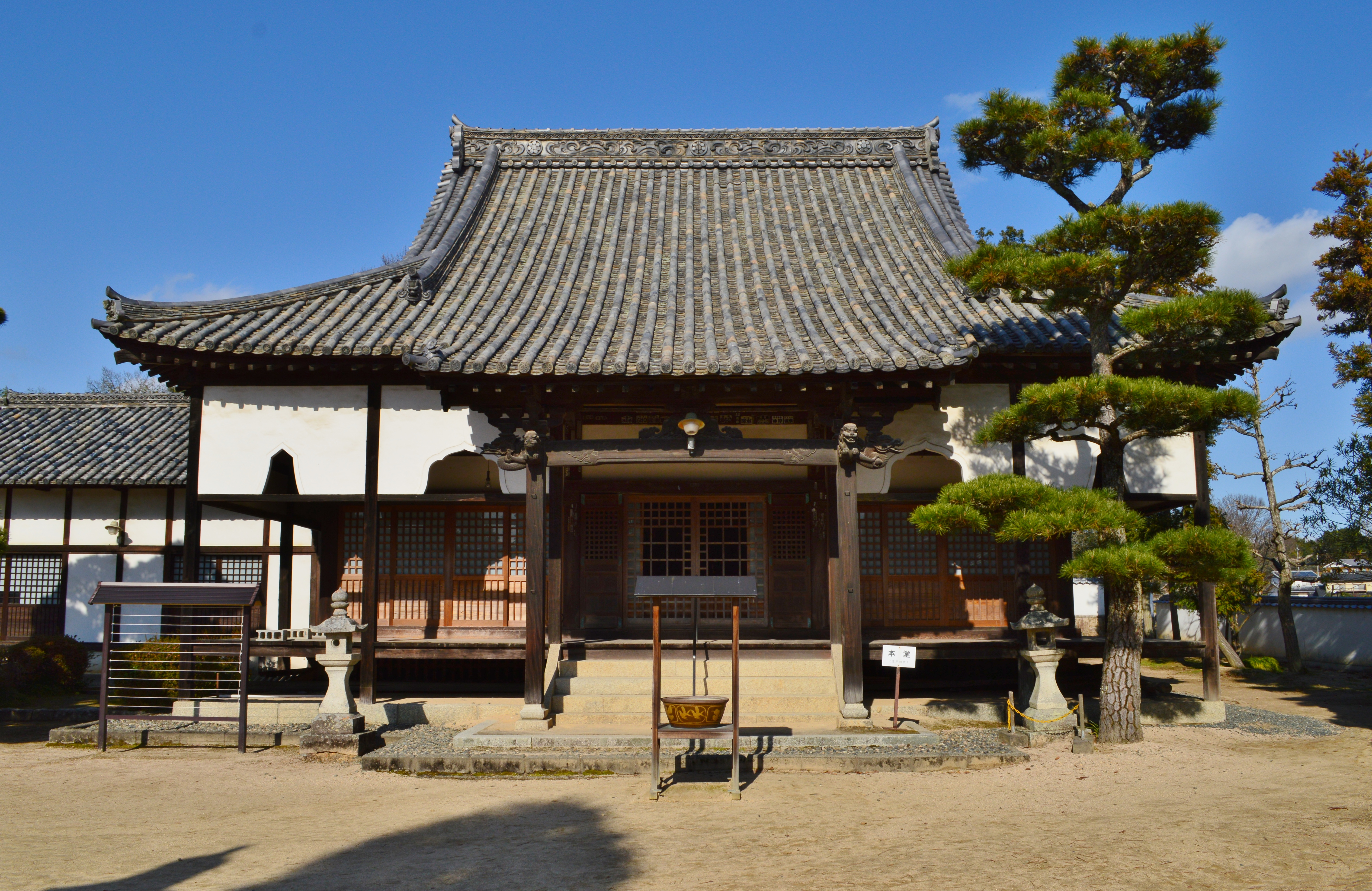
本堂
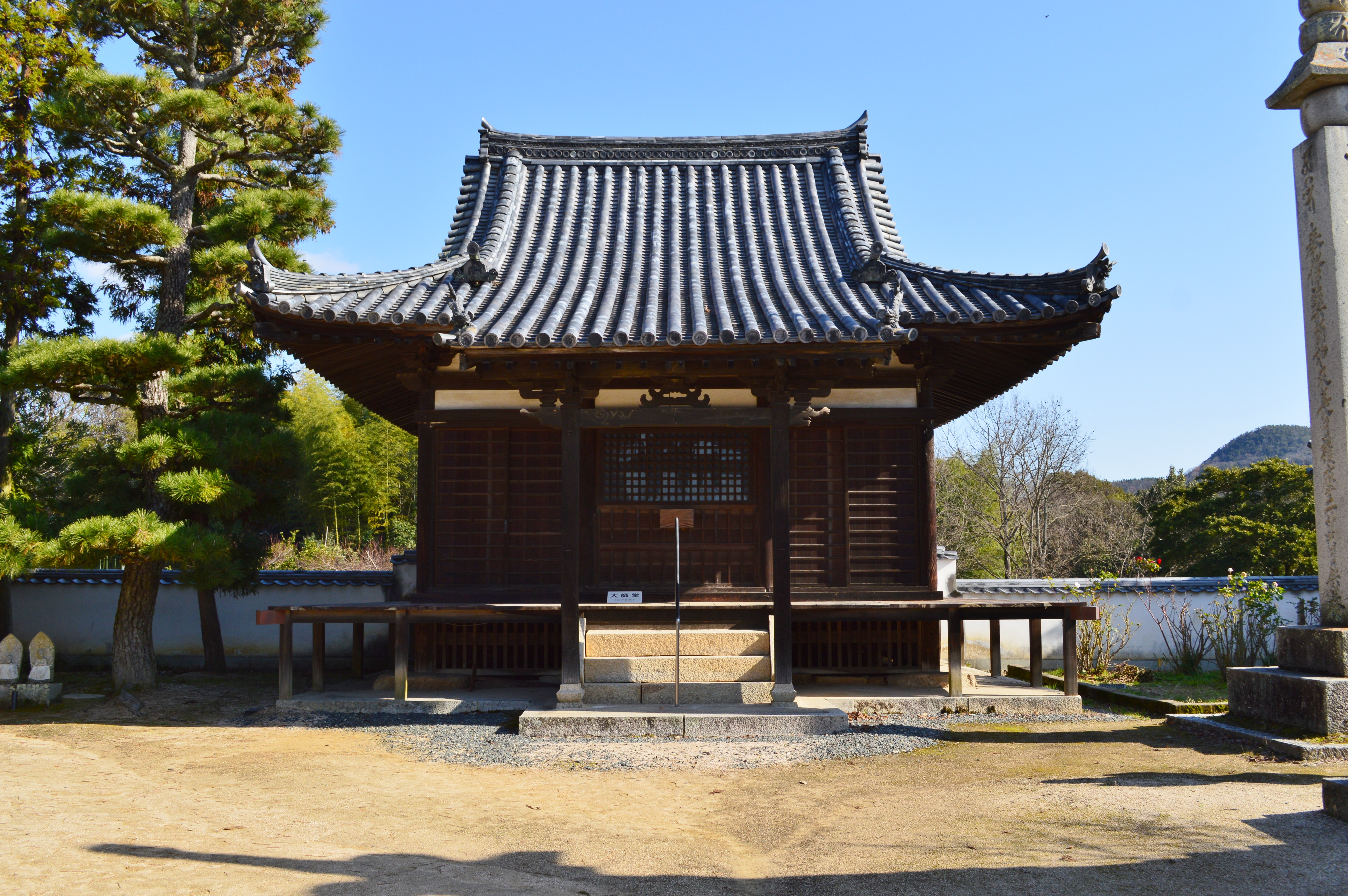
大師堂
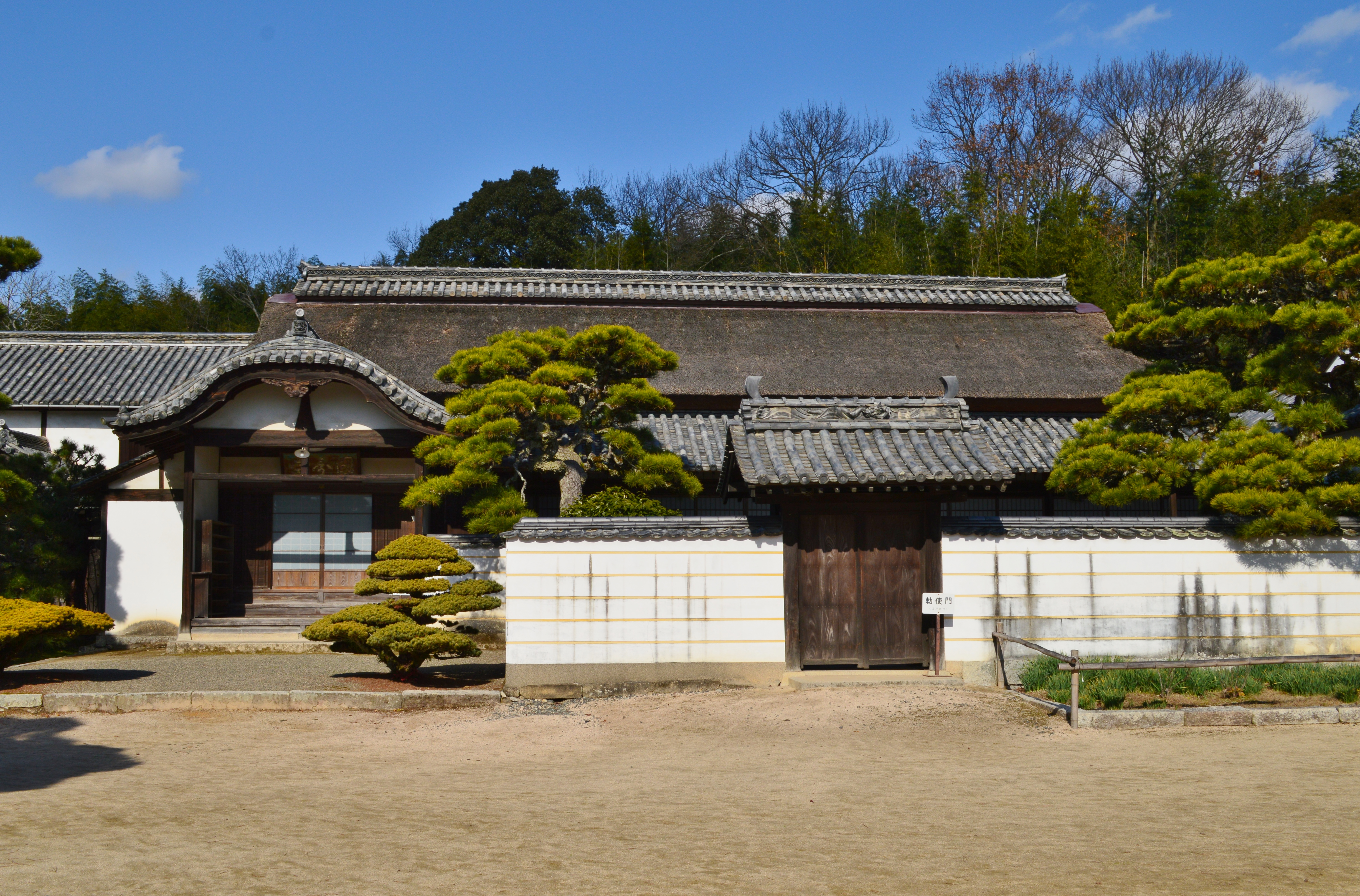
客殿・勅使門
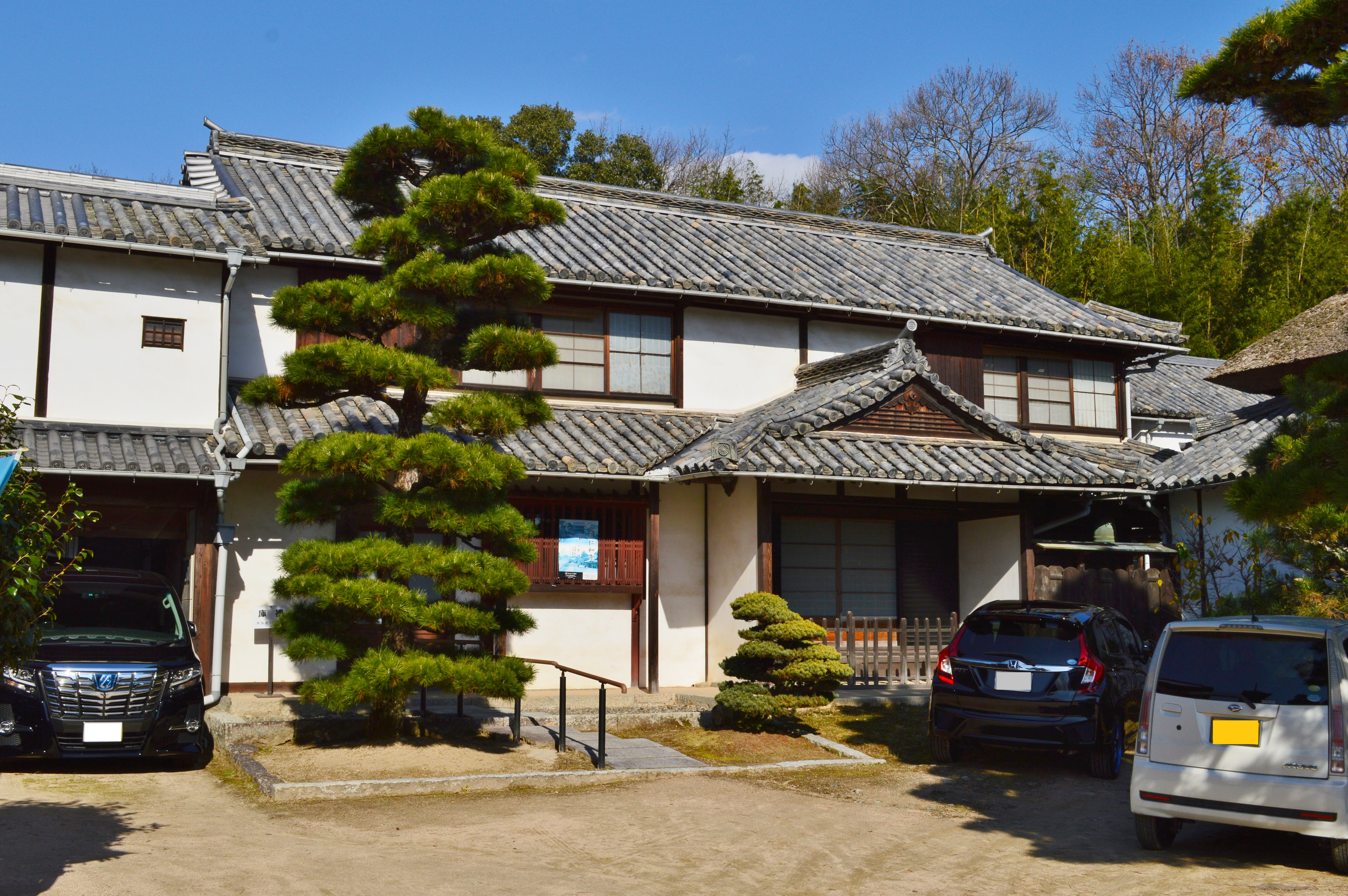
庫裡（岡山県指定文化財）
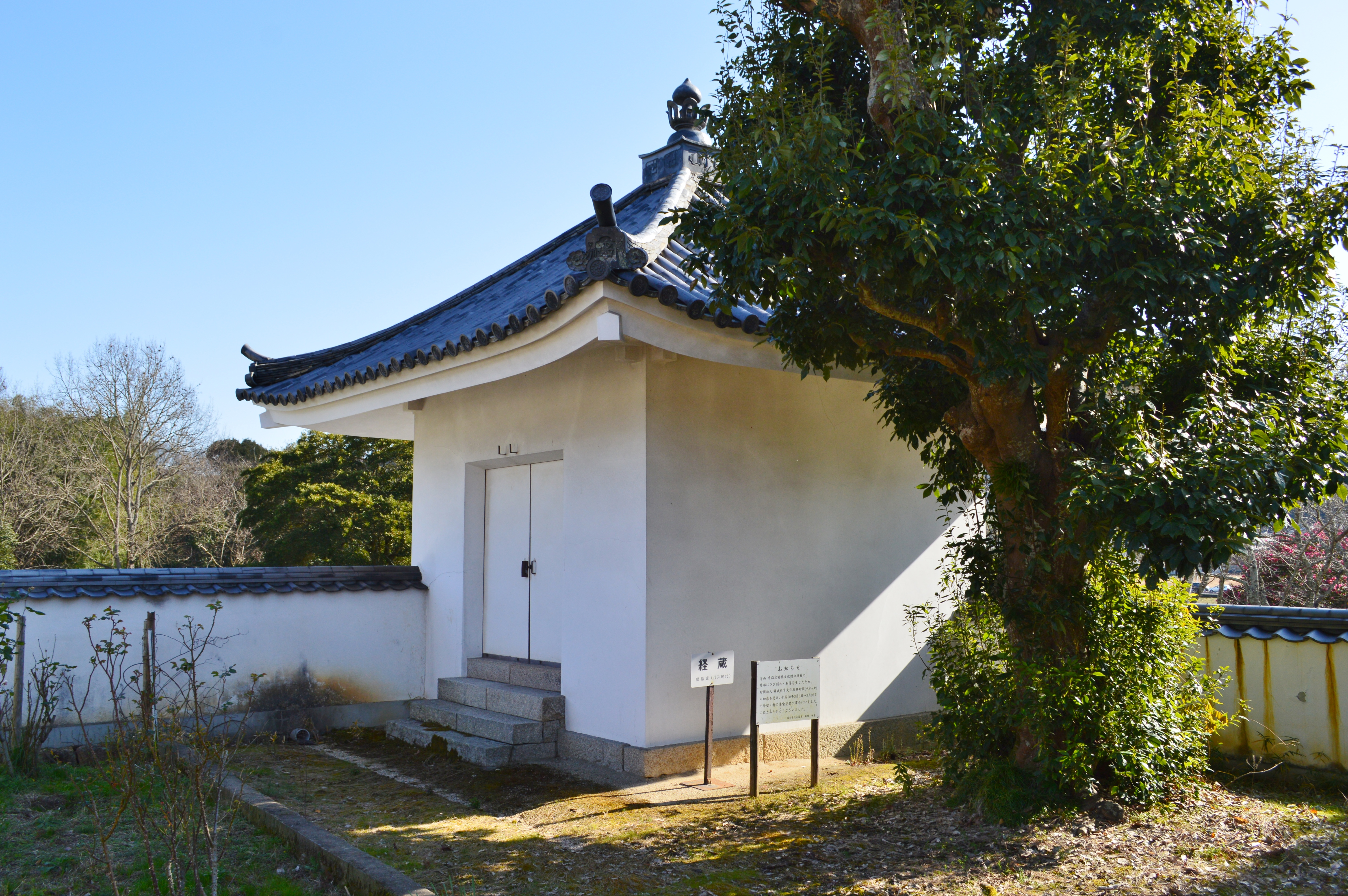
経蔵（岡山県指定文化財）
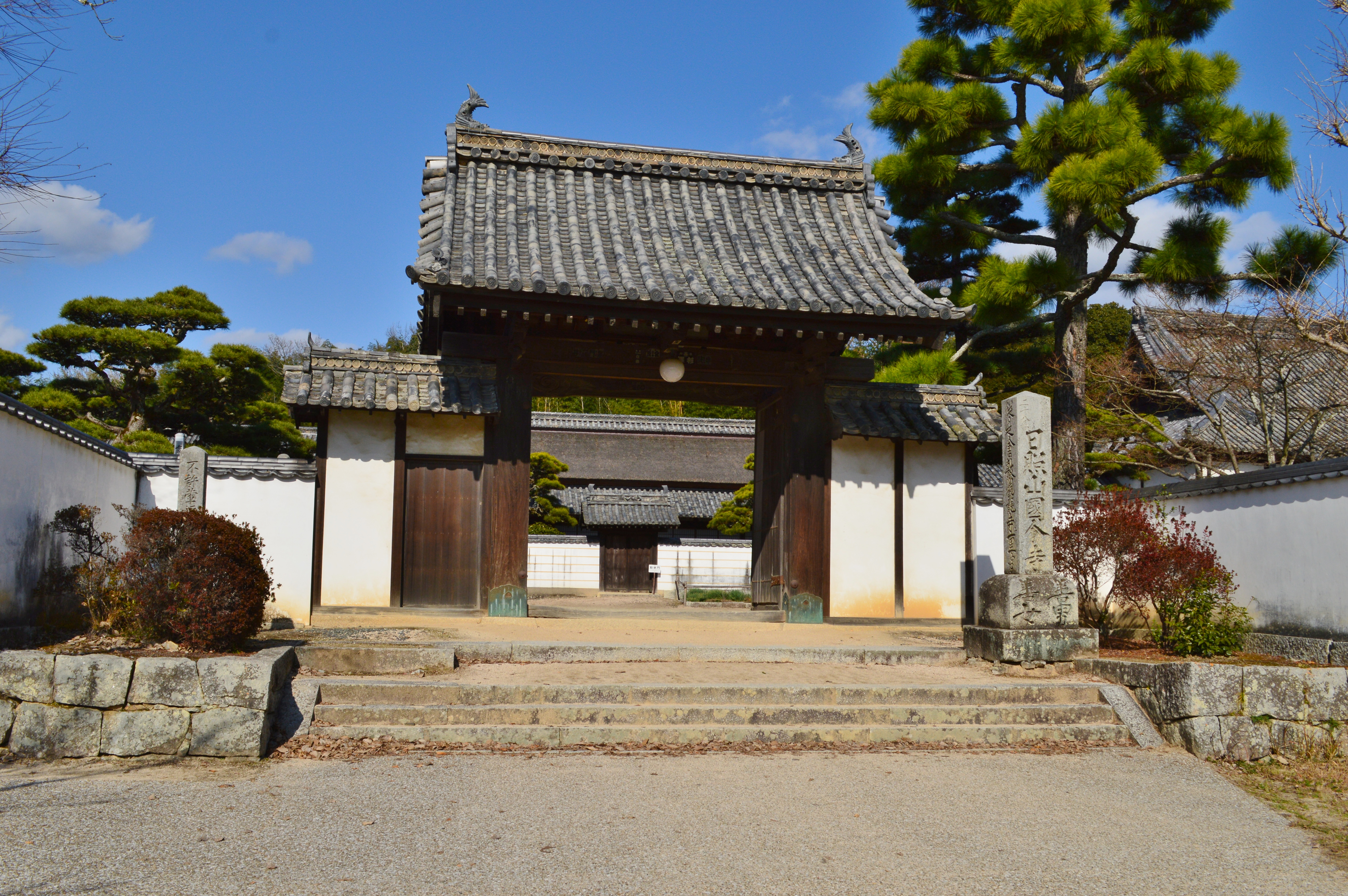
山門

## 備中国分寺跡
創建当初の国分寺跡は現在の国分寺境内と重複している。寺域は東西160メートル・南北180メートル。出土した土器などから中世初期まで存続したと推定されている。なお国府は賀陽郡であるが、国分寺は窪屋郡に位置している。
伽藍は以下に示すもので、配置は法起寺式と考えられている。一部は現伽藍と重複しており、詳細は明らかでない。
- 南門 - 南端に位置する。間口5間・奥行2間。天平年間に3間1戸から5間1戸に大改修されている。
- 中門 - 間口5間・奥行2間。全体としては南門を上回る規模。南門との間には大井戸が見つかっている。
- 塔 - 高さ約50メートルの七重塔。
- 金堂 - 現在の境内伽藍の下にあり、位置・規模は不明。
- 講堂 - 金堂同様に位置・規模は不明。

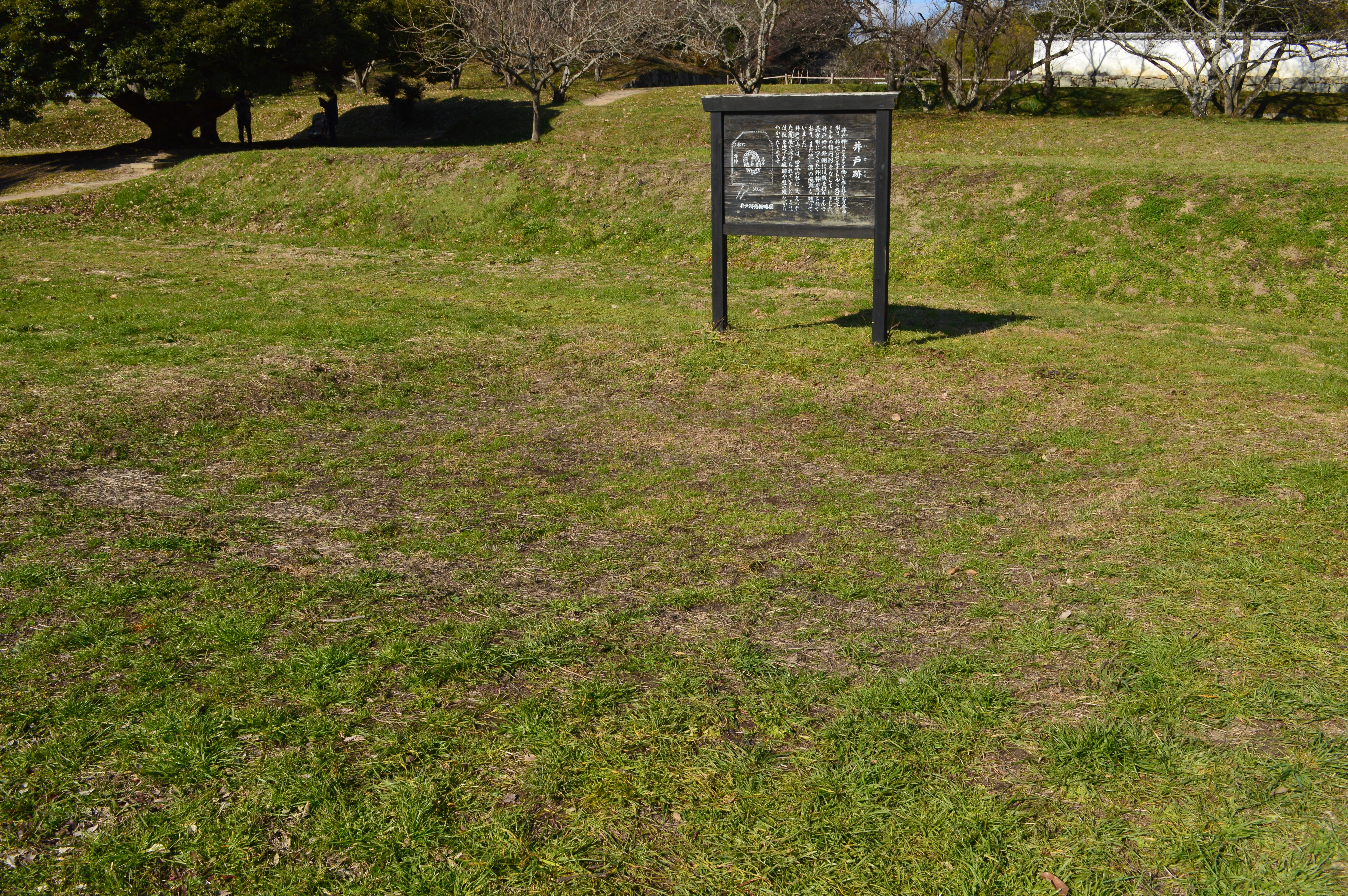
井戸跡
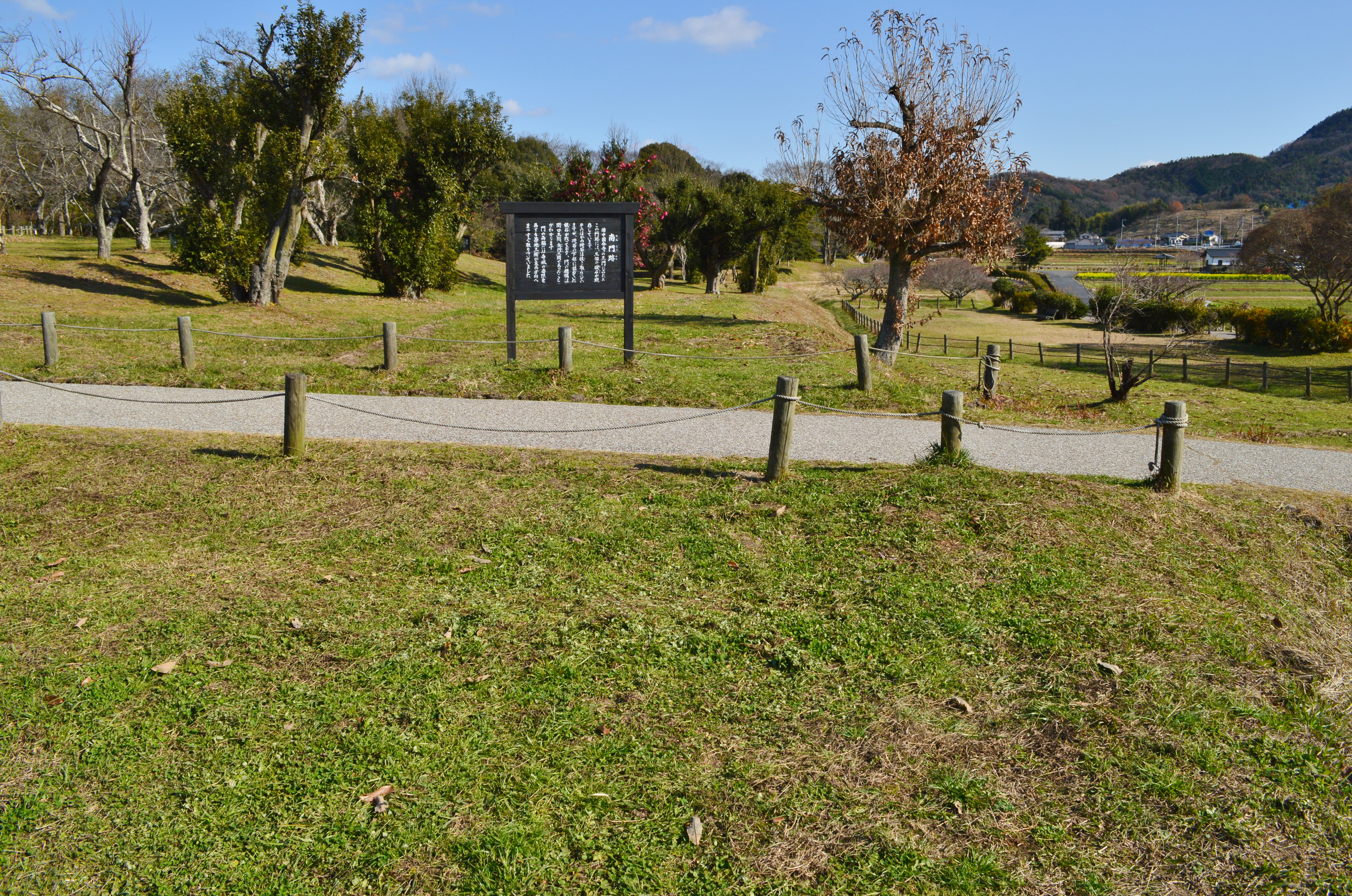
南門跡
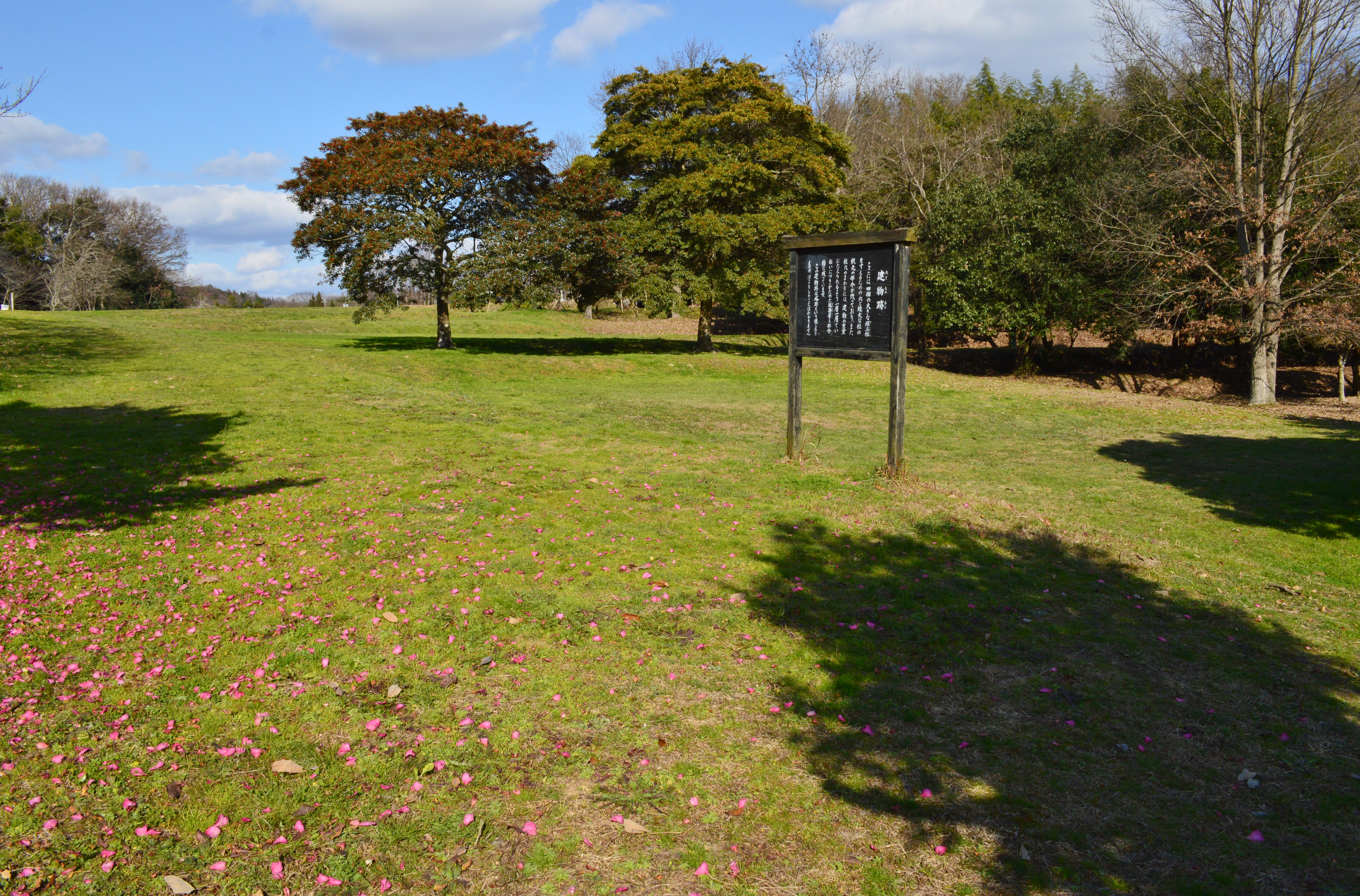
建物跡

## 備中国分尼寺跡

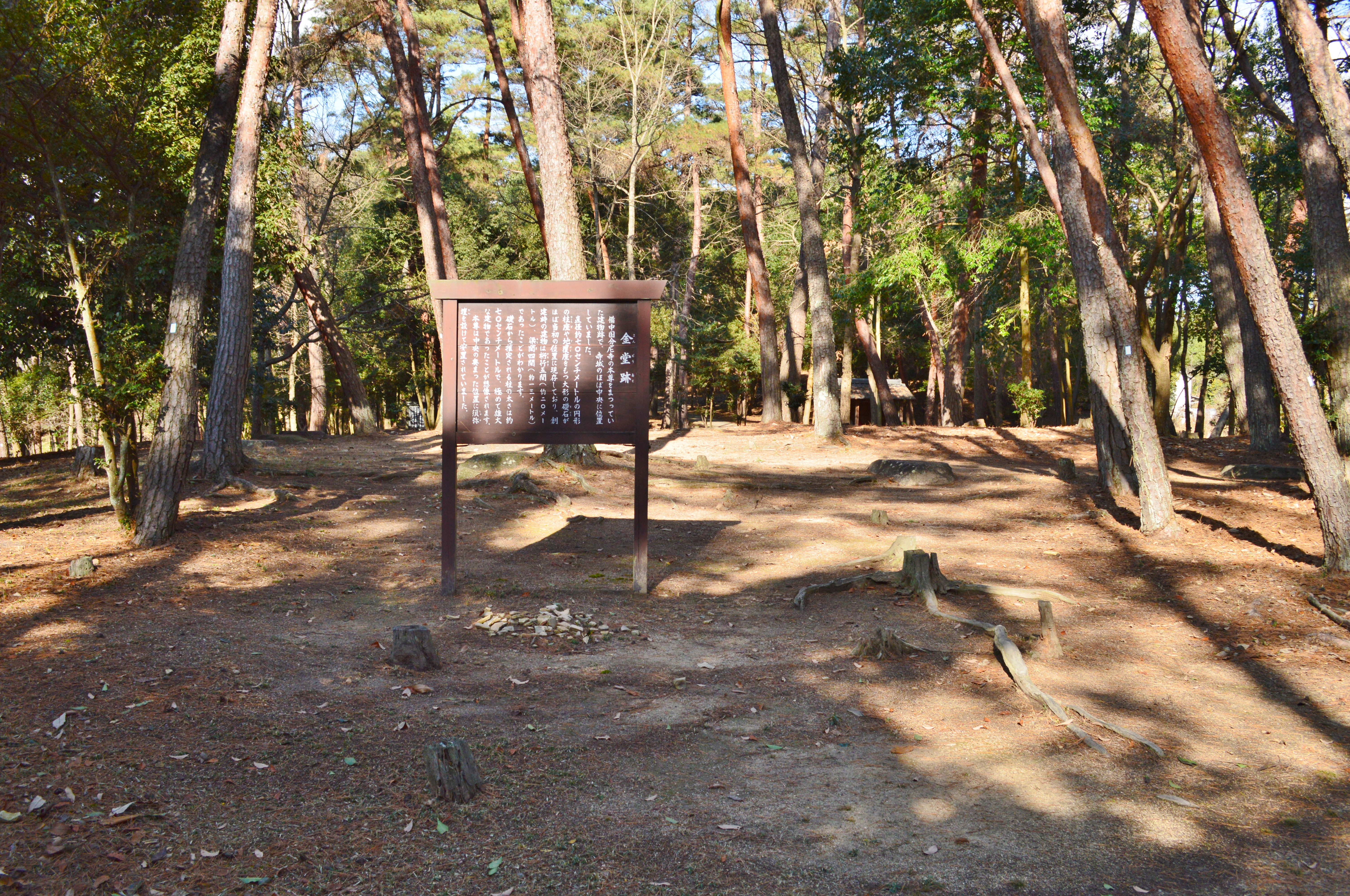
備中国分尼寺 金堂跡

国分寺の東方に位置する。寺域は東西108メートル・南北216メートル。南北朝時代の戦火で焼失したとされるが、多くの礎石・遺構が残っている。
伽藍は以下に示すもの（南から）で、南北の軸上に配置されている。
- 南門 - 小規模な3間1戸。
- 中門 - 礎石が見られず、詳細は不明。
- 金堂 - 良好な状態をとどめている。桁行5間・梁間4間。
- 講堂
- 尼坊または食堂

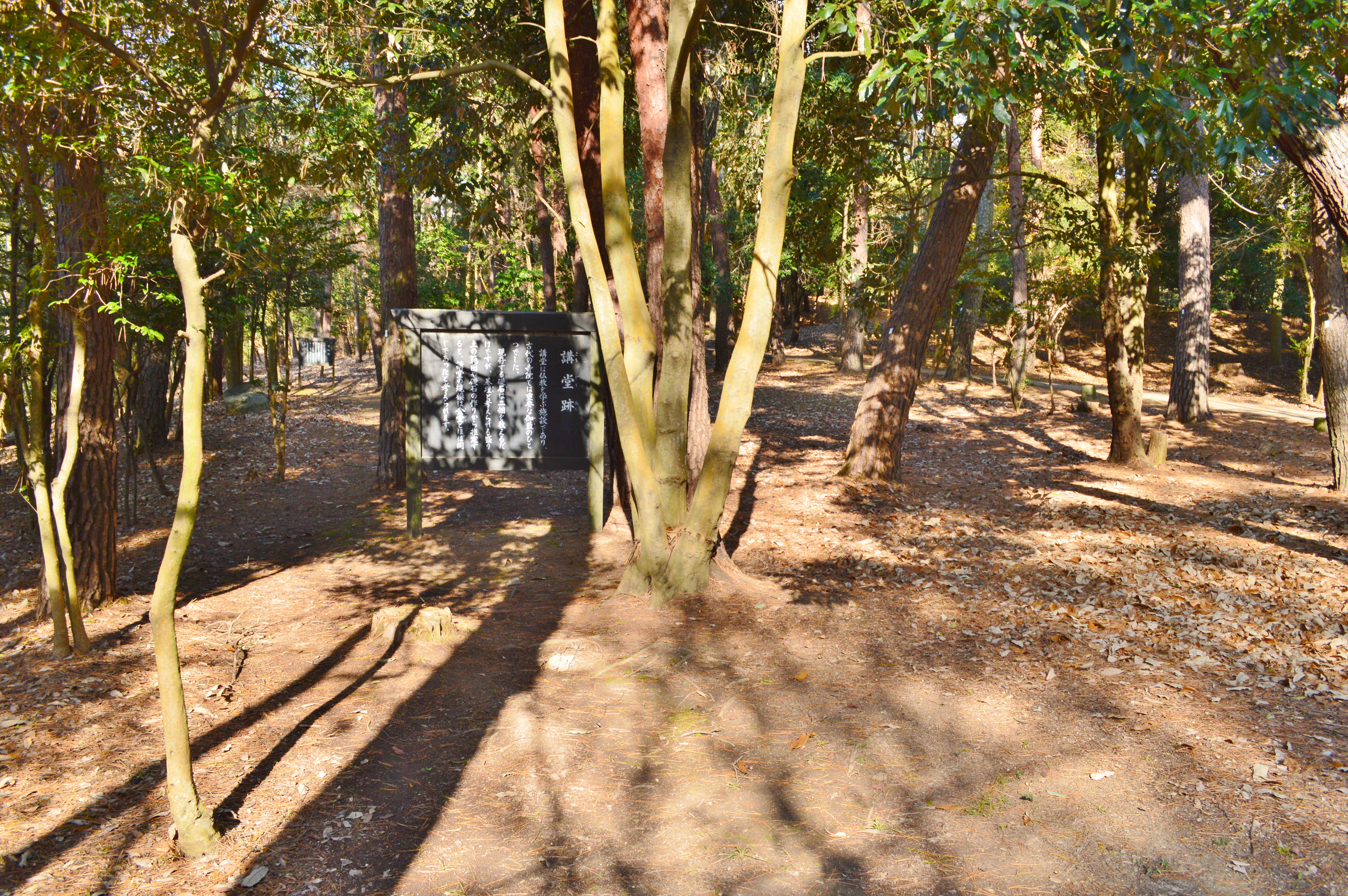
講堂跡
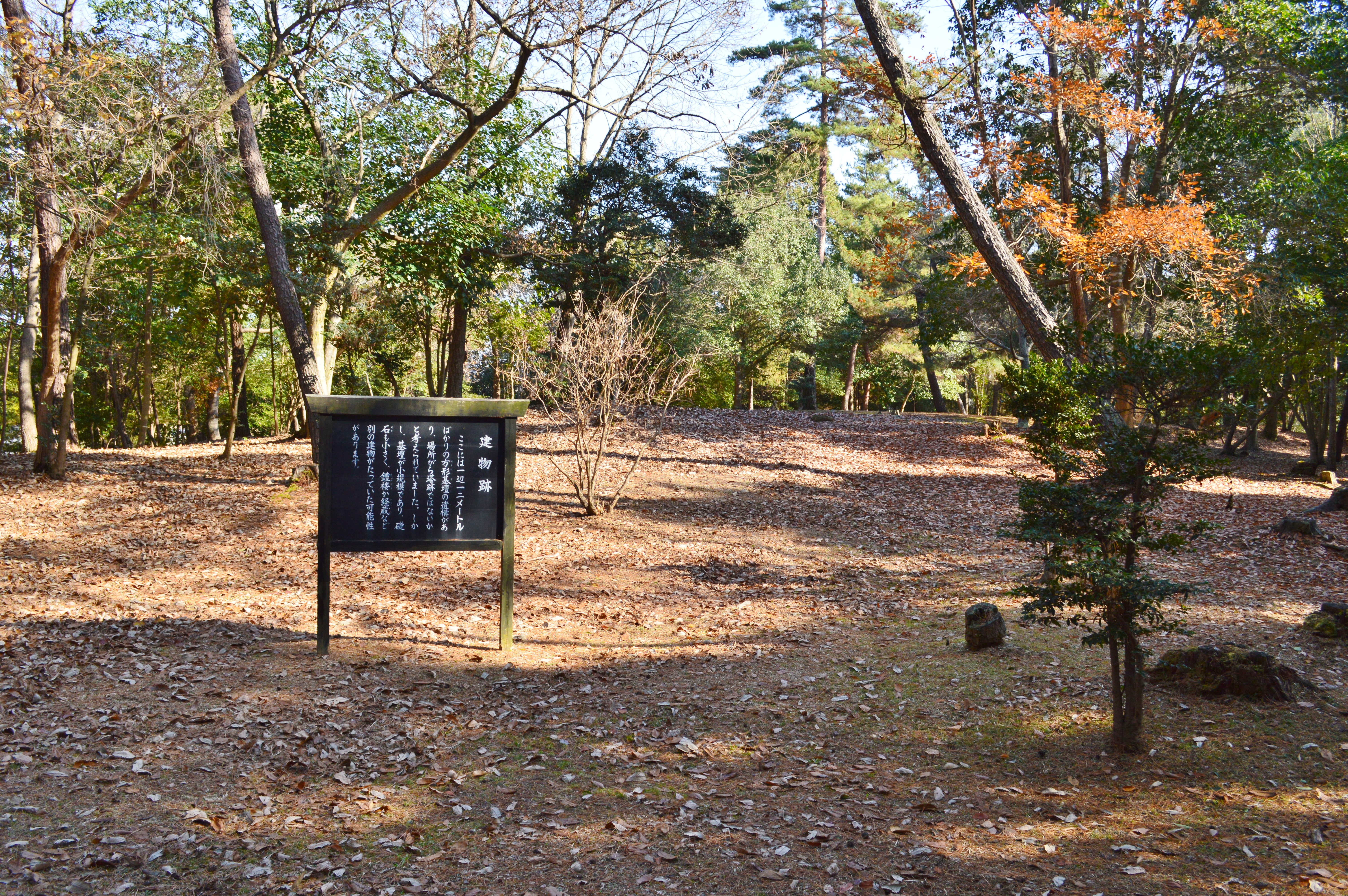
建物跡 一説に塔・鐘楼・経蔵跡。
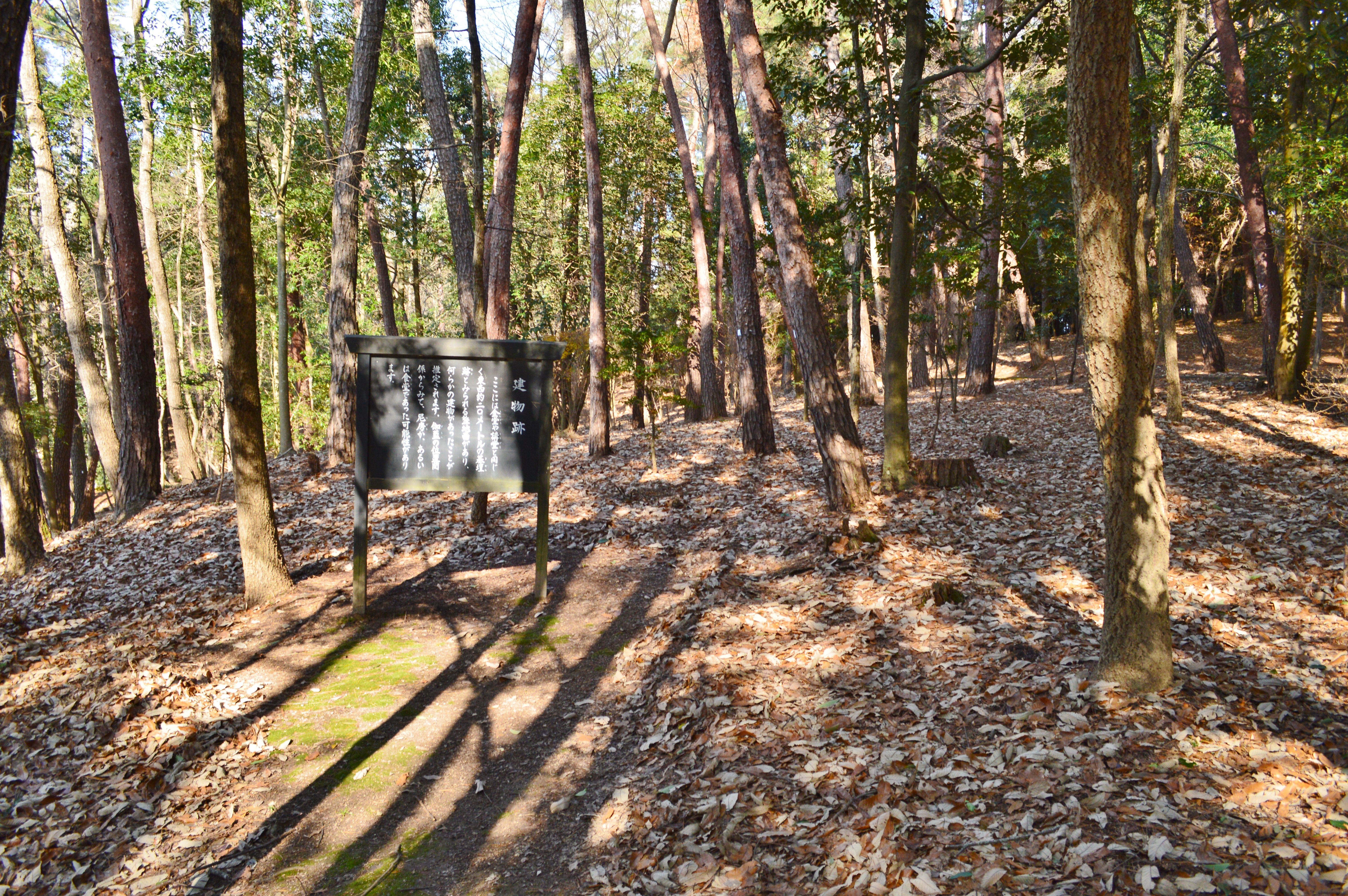
建物跡 一説に尼房・食堂跡。
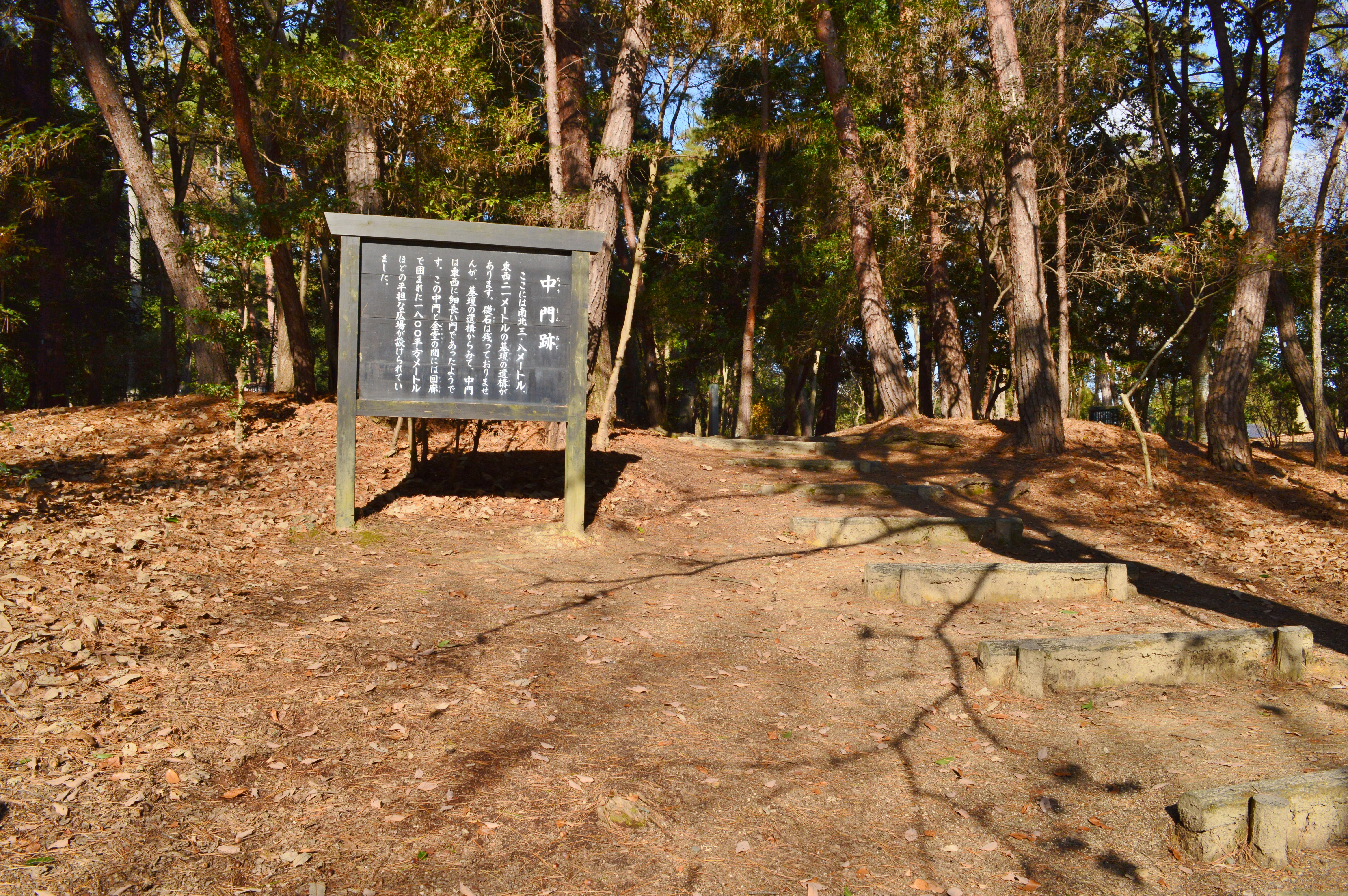
中門跡
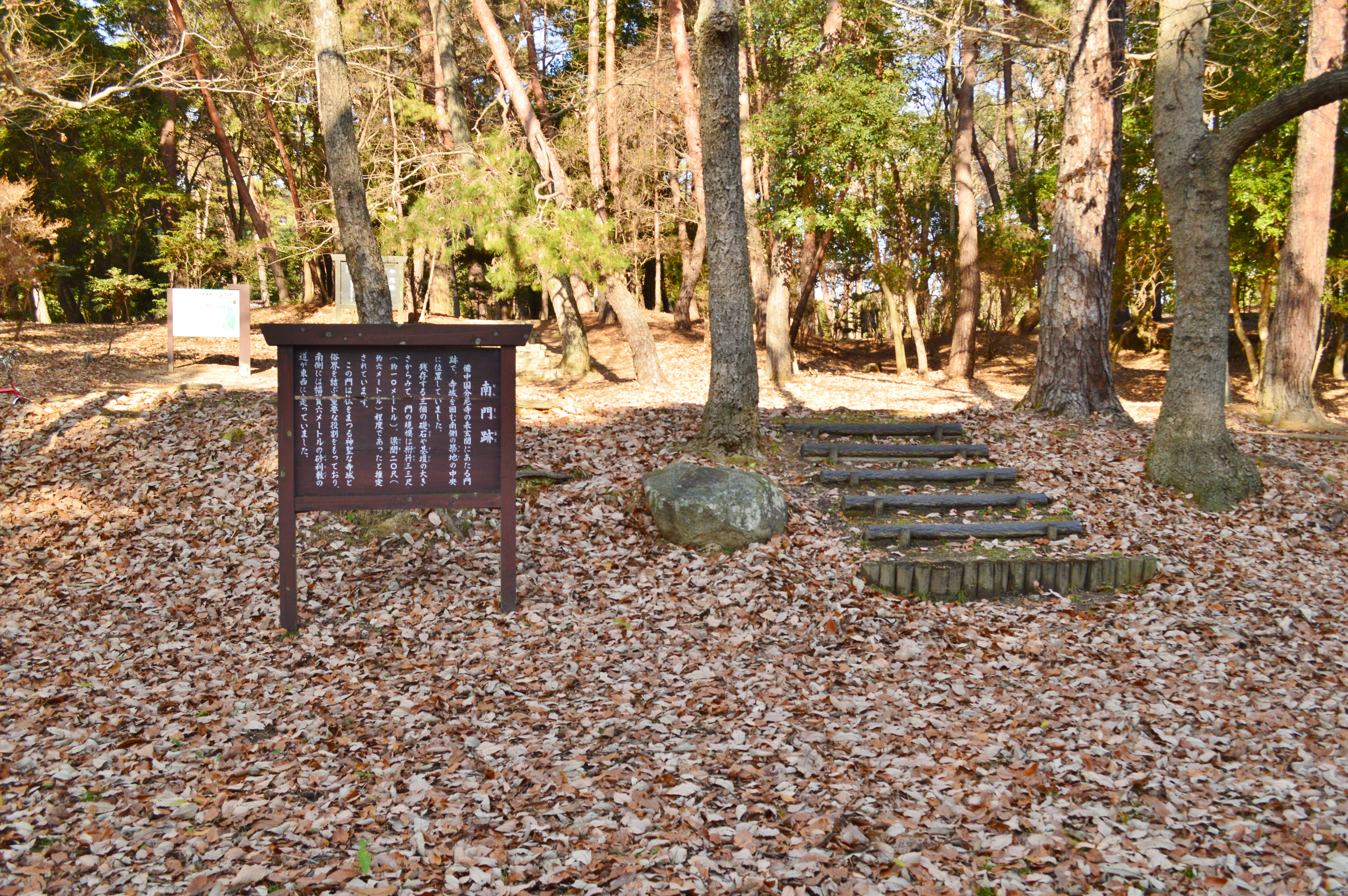
南門跡
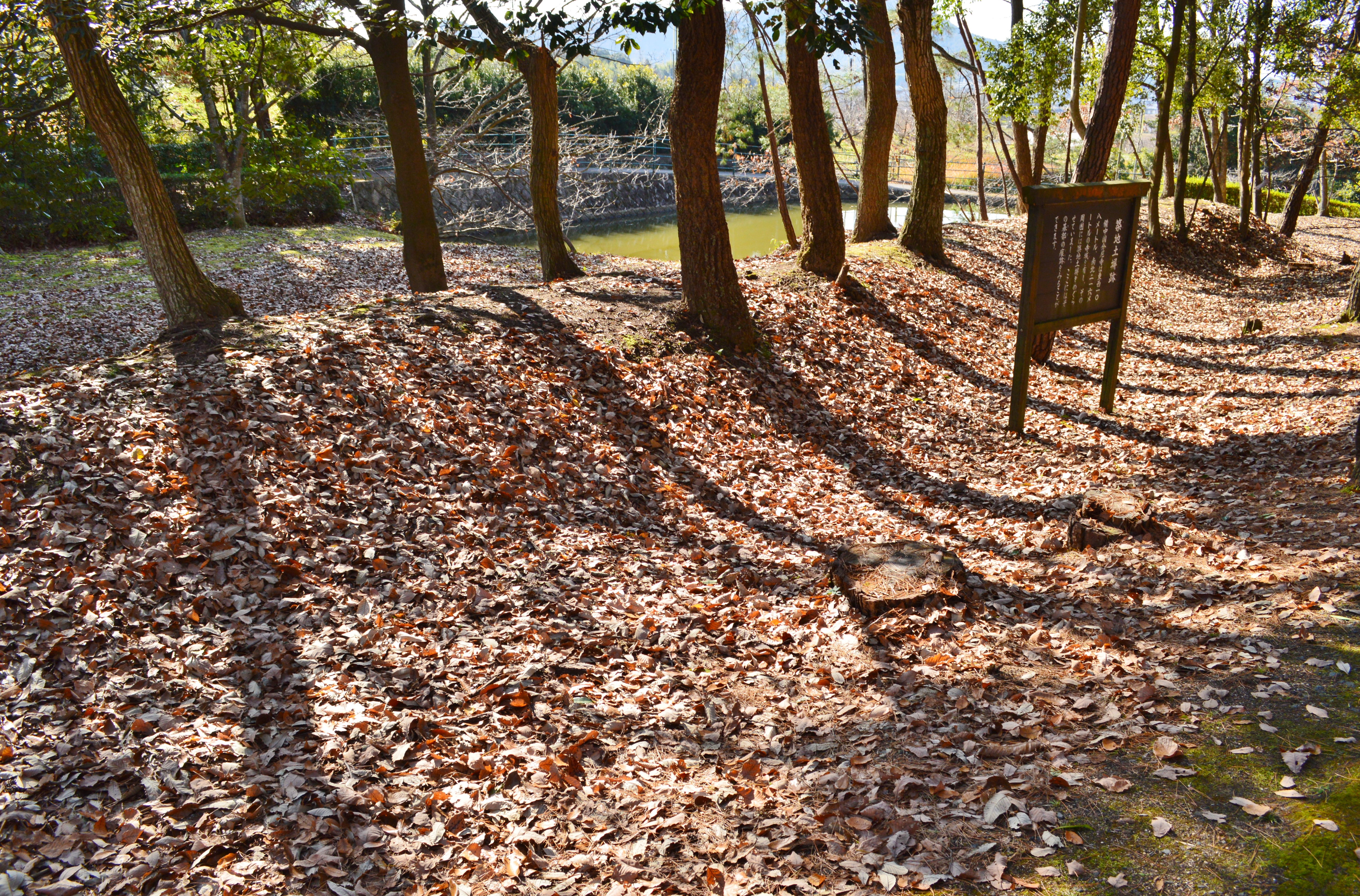
築地土塀跡

## 文化財

### 重要文化財（国指定）
- 五重塔（建造物） - 1980年（昭和55年）12月18日指定[3]。

### 国の史跡
- 備中国分寺跡 - 1968年（昭和43年）2月15日指定[3]。
- 備中国分尼寺跡 - 1922年（大正11年）10月12日指定[3]。

### 岡山県指定文化財
- 重要文化財（有形文化財）
  - 備中国分寺跡建物群（建造物） - 1974年（昭和49年）5月31日指定[3]。
    - 庫裏
    - 裏書院
    - 経蔵

  - 木造地蔵菩薩立像（彫刻） - 1955年（昭和30年）7月19日指定[3]。

## 現地情報
所在地
- 国分寺（旧・現）：岡山県総社市上林1046
- 国分尼寺跡：岡山県総社市上林・宿（北緯34度40分02.10秒 東経133度47分18.08秒 / 北緯34.6672500度 東経133.7883556度）

交通アクセス
- 鉄道
  - 総社駅（JR西日本伯備線・桃太郎線（吉備線）、井原鉄道井原線）または東総社駅（JR西日本桃太郎線）から、タクシーで約10分
- 自転車
  - 総社駅からレンタサイクルで、約20分 - 備前一宮駅・総社駅間で乗り通し可能で、吉備路自転車道でアクセス可能（総社市観光ガイド［外部リンク］参照）。

周辺
- 旧山陽道（西国街道） - 境内前を通る。
- 国民宿舎サンロード吉備路
- 備中国分尼寺跡
- 吉備路風土記の丘
- こうもり塚古墳